# Pretec

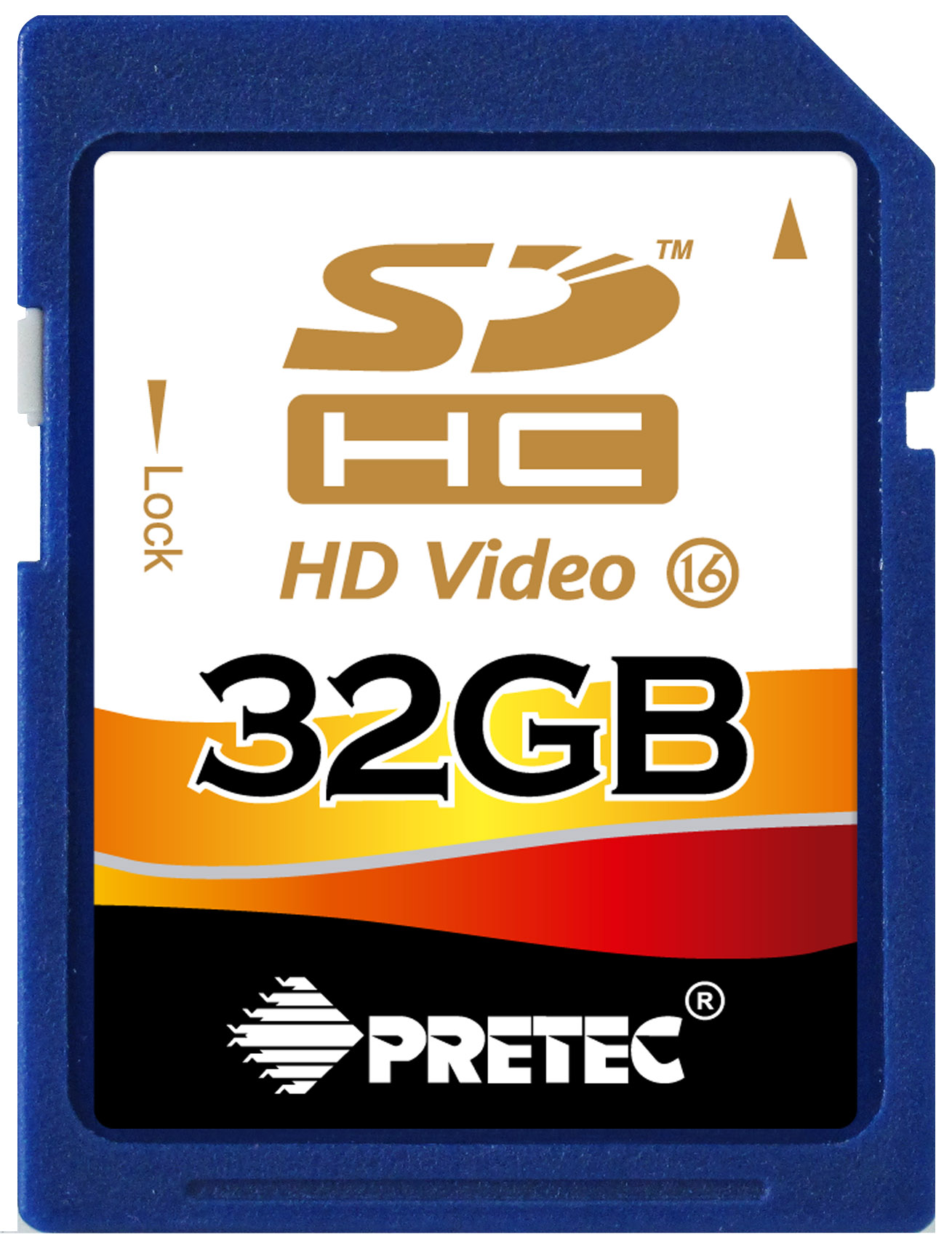
SDHC 32GB

Pretec Electronics Corporation – amerykańskie przedsiębiorstwo informatyczne założone w 1993 z siedzibą w Fremont w Kalifornii. Posiada także przedstawicielstwa na Tajwanie i w Chinach, zajmujące się produkcją, oraz europejski oddział PRETEC Europe GmbH w Niemczech.
Pretec zajmuje się głównie produkcją pamięci flash i wyposażenia dla urządzeń przenośnych (telefonów komórkowych i palmtopów). W ofercie firmy znajdują się karty pamięci m.in. standardów Secure Digital, CompactFlash, MultiMedia Card, pamięci USB, urządzenia peryferyjne oparte na interfejsach SDIO, CompactFlash i Bluetooth.
Pretec intensywnie wykorzystuje standardy, nawet przekraczając ich zapisy. Przez pewien czas pamięci USB tej firmy miały najmniejsze na rynku wymiary, produkuje karty SD o pojemności 4 GB (standard mówi o maksymalnej pojemności 2 GB) lub karty SDHC o prędkości 166x (do 25 MB/s, gdzie najszybsze standardowe karty klasy 6 osiągają prędkość do 6 MB/s). Na targach CeBIT w 2008 zaprezentował największe wówczas karty CF 32 i 48 GB pracujące z prędkością 233x i 333x, a rok później ogłosił rozpoczęcie produkcji kart CF 100 GB 666x i SDXC 32 GB.